# ECW World Television Championship
Het ECW World Television Championship was een professioneel worstelkampioenschap in Extreme Championship Wrestling (ECW). Het was geïntroduceerd in National Wrestling Alliance (NWA) en in Eastern Championship Wrestling in 1992 maar was gevestigd onder ECW. Het was een tweederangstitel in ECW.

## Statistieken
| Record                   | Worstelaar(s)         | Gegevens  | Nota's                                 |
| ------------------------ | --------------------- | --------- | -------------------------------------- |
| Meest regerend           | 2 Cold Scorpio        | 4 keer    |                                        |
| Eerste kampioen          | Johnny Hotbody        |           |                                        |
| Langst regerend kampioen | Rob Van Dam           | 700 dagen |                                        |
| Kortst regerend kampioen | Tazz & 2 Cold scorpia | <1 dag    |                                        |
| Oudste kampioen          | Jimmy Snuka           | 49 jaar   |                                        |
| Jongste kampioen         | Glen Osbourne         | 21 jaar   | Won de match voor de beschikbare titel |
| Zwaarste kampioen        | Bam Bam Bigelow       | 160 kg    |                                        |
| Lichtste kampioen        | Jason                 | 82 kg     |                                        |